# Маздак
Маздак (ср.-перс. , перс. مزدک‎, также Маздак Младший; ум. ок. 524 или 528) — зороастрийский, персидский религиозный реформатор и пророк

## Жизнеописание
Маздак родился около 450 года в семье зороастрийского жреца Бамдада и в свою очередь сам стал жрецом (мобедом). В 491 году он возглавил религиозное и общественное движение, получившее впоследствии имя маздакизма и направленное в первую очередь против персидской аристократии. Сначала Маздака поддерживали купцы, дехкане, ремесленники, часть мелкой местной знати и городская беднота, а также шах Кавад I из династии Сасанидов, хотевший ослабить жречество и аристократию во главе с Зармихром. Благодаря шаху Маздак становится верховным жрецом Персии.
Сосредоточив в своих руках религиозную власть, Маздак выступил за очищение зороастризма, заявив о том, что народ забыл смысл Зенд-Авесты, не так выполняет повеление Бога, как проповедовал Зоратустра, и его якобы послали обновить веру зороастризма. Его учение быстро приобретало популярность в условиях ожесточённой борьбы нескольких придворных партий и возрастающего недовольства народа, которое усиливалось частыми неурожаями.
Маздак уговорил шаха раздать зерно с шахских запасов, затем объявил об обобществлении собственности и провозгласил лозунг «Всем поровну!». Движение маздакитов охватило Месопотамию и Закавказье. Кроме захвата пищи маздакиты открывали и распускали гаремы.
В 496 году Кавад I был свергнут, его посадили в «замок забвения». Его брат был выбран следующим шахом. С этого момента Маздак был отстранён. В 499 году Кавад I бежал на восток и с помощью эфталитов двинулся к Ктесифону. По всей Персии восстали маздакиты, брат отрёкся от трона, и Кавад I вернул себе власть в государстве.
После этого положение Маздака не только стало прежним, но и существенно укрепилось. В 497 году шах отменил законы о традиционном браке. Маздак всё больше попадал под влияние радикального движения. Несогласные с реформами были объявлены сторонниками зла и подверглись террору со стороны маздакитов.
Впрочем, после 502 года в движении произошёл раскол. Поскольку маздакиты захватили имущество знати, раздача его народу приняла очень большие размеры, от Маздака отошла большая часть средней знати, опасаясь за свои земли. Значительный удар по положению Маздака был нанесён шахом Кавадом I, который приказал казнить военнослужащего Сиявуша (сторонника Маздака), который в 496 году спас шаха из тюрьмы.
В 528 или 529 году, воспользовавшись началом войны с Византией, Кавад I решил покончить с Маздаком. Он был приглашëн на инсценированный шахом религиозный диспут с зороастрийскими жрецами. Маздака тут же объявили еретиком и казнили со всеми присутствующими на диспуте представителями народного движения — зарыли живьем в землю вниз головой (по другой версии, его расстреляли из луков). Большое количество рядовых маздакитов были схвачены. Существует гипотеза, что инициатором этой расправы, во время которой был казнён старший сына Кавада I — царевич Кавус, был младший сын шаха — царевич Хосров Ануширван.
Под его лозунгами шло восстание Муканны в конце VIII в. в Средней Азии, восстание Бабека в начале IX в. в Закавказье.

## В искусстве
- Роман Мориса Симашко «Маздак»